# Raker
Le Raker est un jeu de cartes dérivé du rami dont les règles sont presque semblables à celui-ci. La seule différence majeure est l'ajout de jetons qui rendent le jeu plus difficile et imposent donc un changement de certaines règles.

## Étymologie
Le nom du jeu est la contraction du mot "rami" et "poker", le jeu type d'argent et de jetons. Toutefois, beaucoup d'amateurs de ce jeu préfèrent sa dénomination américaine : le Ruker (rami se disant "rummy" en anglais).

## Histoire
Le Raker fut créé par les soldats américains pendant la Seconde Guerre mondiale. N'ayant pas de grands moyens pour se divertir en Europe, notamment en France, un petit groupe d'entre eux ont inventé et popularisé ce jeu dans les régiments. La légende dit qu'un soldat, John Marshall, ayant honte de ne pas savoir jouer au Poker, fit connaitre à ses frères d'arme ce jeu venu d'Angleterre. Toutefois, John Marshall est bien reconnu comme le père du Raker.

## Règles
Les règles du Raker sont identiques à celles du rami. L'ajout de jetons en a modifié certaines règles :
- obligation de suivre durant tout le jeu lorsque l'un joueur augmente la mise,
- impossibilité de se coucher sans avoir posé (51 cartes),
- si l'un des joueurs n'a plus de jetons il est dans l'obligation d'arrêter la partie (les jetons allant aux vainqueurs).

## Popularité
Le jeu connait un regain de popularité depuis la seconde moitié des années 2000. En 2009 , 25 % des casinos de Las Vegas proposaient le jeu, imitant ainsi de nombreux casinos européens.
La Ruker World Cup se déroule chaque année à New York. Le dernier vainqueur en date étant Ross Knoblock .